# Cyperus retroflexus
Cyperus retroflexus là loài thực vật có hoa trong họ Cói. Loài này được Buckley mô tả khoa học đầu tiên năm 1863.